# 谢尔盖·米哈伊洛维奇·索洛维约夫

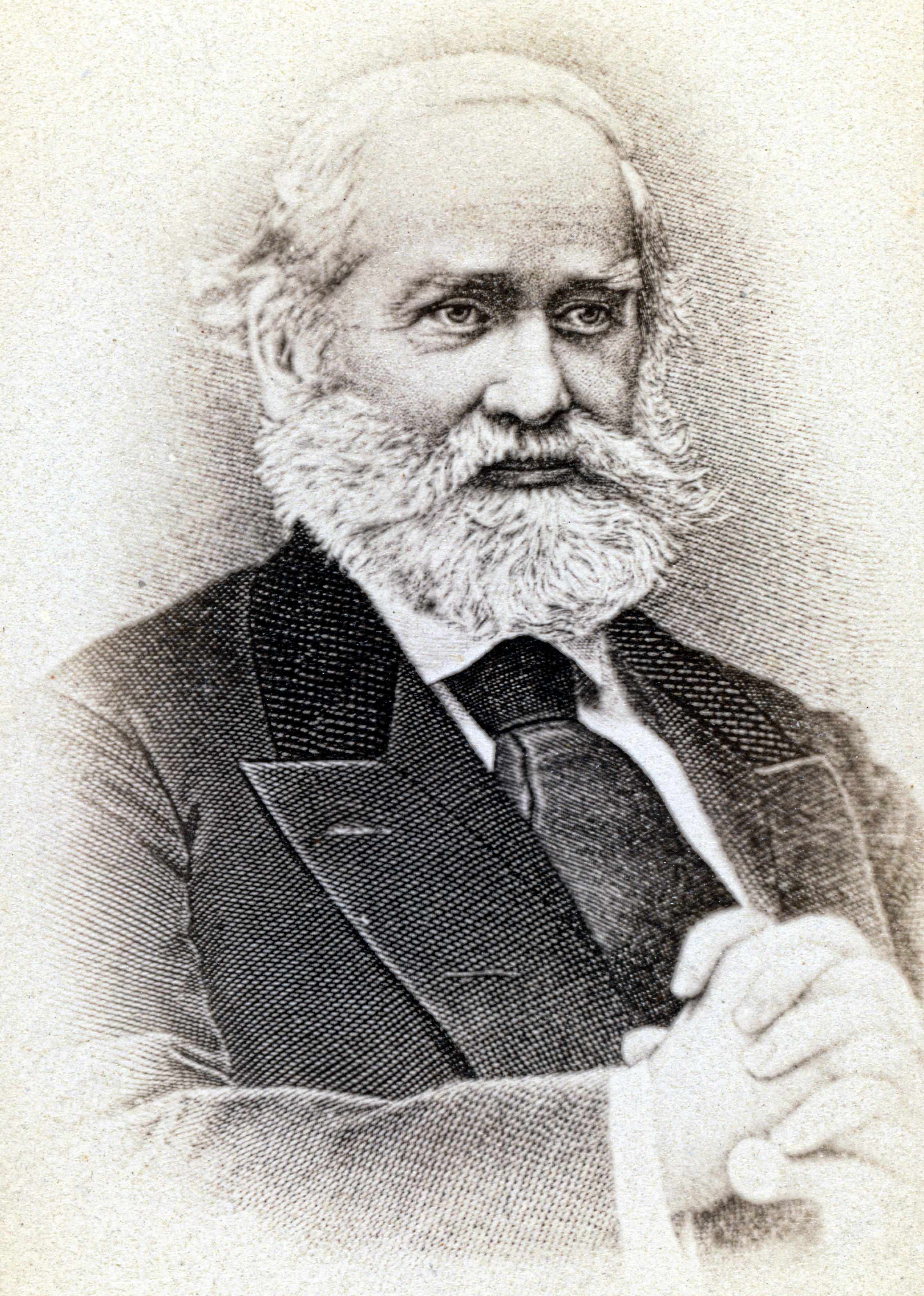
谢尔盖·米哈伊洛维奇·索洛维约夫

谢尔盖·米哈伊洛维奇·索洛维约夫（俄语：Серге́й Миха́йлович Соловьёв，1820年5月17日—1879年4月16日），19世纪俄国史学家。

## 生平
索洛维约夫出生于莫斯科的神甫家庭，1842年毕业于莫斯科大学哲学系，师从俄国中世纪研究奠基人季莫菲·格拉诺夫斯基。1845年在莫斯科大学就职，1871年成为校长。担任过亚历山大三世的幼年导师。
索洛维约夫的代表作是29卷《自远古以来的俄国史》（История России с древнейших времён），文献规模与深度在当时首屈一指。1877年，他因主张大学自治而遭免职。
索洛维约夫被誉为俄国最伟大的历史学家之一，瓦西里·克柳切夫斯基、季米特里·伊洛瓦伊斯基、谢尔盖·普拉托诺夫皆受其影响。索洛维约夫的长子弗谢沃洛德是历史小说家，次子弗拉基米尔为俄国杰出的哲学家之一。